# 벅스 (웹사이트)
벅스는 대한민국의 유무선 디지털 음악 스트리밍 서비스 브랜드다.

## 주요 기능

### 음원서비스
벅스의 음원서비스는 크게 다섯가지의 서비스를 제공한다.
- 음원 다운로드 서비스(FLAC 987만곡 이상 (2017년 12월 기준) 보유)
- FLAC 스트리밍
- 음질향상기술인 래드손(RADSONE)
- 음악추천
- 장르 필터 기능

## 행사

#### MBC 복면가왕 메인 협찬
- 2015년 2월 설특집 파일럿으로부터 시작한 '복면가왕'의 메인협찬사로, 방송음원을 유통함과 동시에 매주 방송 직후 가창 전체영상을 무료로 스트리밍 서비스하고 있다.

#### MBC 무한도전 가요제 메인 협찬
- 2015년 8월 '무한도전 영동고속도로가요제'의 메인 협찬사로, 방송음원을 유통함과 동시에 방송영상과 무편집 전체영상을 무료로 스트리밍 서비스하고 있다.

#### 벅스 슈퍼사운드라이브 본조비 내한공연 메인 협찬
- 2015년 9월 22일 잠실종합운동장 보조경기장에서 있었던 '본조비본 조비 내한공연'의 메인협찬사로, 이 공연에서 본조비는 'Always'를 불렀다.

#### 2015 아시아송 페스티벌 공식 협찬
- 2015년 10월 11일 부산 아시아드주경기장에서 진행된 '2015 아시아송페스티벌'의 공식협찬사다.

힙합플레이야 페스티벌 2016 메인 협찬
- 2016년 4월 9일 한강 난지공원 일대에서 비와이, 딘, 에픽하이, 빈지노등 대한민국 대표 힙합뮤지션들의 참가로 개최된 '힙합플레이야 페스티벌 2016'의 메인 협찬사다.

2016 벅스 모파이쇼 메인 협찬
- 2016년 9월 24일과 25일에 대치동 푸르지오밸리에서 열린 모바일 음향기기 전시회 '2016 벅스 모파이쇼'의 메인 협찬사다.

2016 DMC 페스티벌 공식 협찬
- 2016년 10월 문화방송 주최로 상암 MBC 일대에서 진행된 2016 DMC 페스티벌의 공식 협찬사다.

그랜드 민트 페스티벌 2016 메인 협찬
- 2016년 10월 22일, 23일에 올림픽공원 일대에서 10주년을 맞은 '그랜드 민트 페스티벌 2016'의 메인 협찬사로 브랜드 부스 및 공동 프로모션을 진행했다.

2017 6회 가온차트 뮤직어워즈 공식 협찬
- 사단법인 한국음악콘텐츠산업협회가 주관하는 6회 가온차트의 공식협찬사로 티켓 프로모션과 브랜드 마케팅을 진행했다.

2017 14회 한국대중음악상 공식 협찬
- 한국의 그래미상을 표방하며 각 대중음악 비평가 및 전문가들이 선정하여 진행되는 14회 한국대중음악상의 공식협찬사다.

2017 '나비프로젝트' 마케팅 선언 및 전개
- 커넥티드 서비스, 음원경쟁력 강화, 고음질 가치 향상, 창작자 지원생태계인 'Bside' 오픈 등 서비스/컨텐츠 고도화를 바탕으로 하는 마케팅 전개

2018 커넥트 프로젝트
- 창작자 지원플랫폼 'Bside'를 '커넥트'로 부분 개편하고 KT&G 상상마당과의 전략적 MOU를 통해 뮤지션 지원 프로젝트인 '상상커넥트' 마케팅 전개

2019 벅스앱 5.0 메이저 개편 캠페인 전개 '익숙한듯 단순하게' 
- 최신 트렌드의 앱 디자인, 메뉴의 단순화, 편의적 사용성, 빅데이터 기반 음악 추천 등 기능 고도화의 핵심가치를 담은 커뮤니케이션

2019 MBC 예능 놀면 뭐하니 유플래쉬편 공식스폰서
- 2019년 10월 19일, 26일에 방영된 동명의 프로그램을 공식 협찬하면서 앨범유통 및 미공개 영상 서비스 등의 콘텐츠 제공

## 연혁
- 1999년 11월 : 벅스뮤직 오픈 ((주) 벅스테크)
- 2001년 2월 : 알렉사리서치 음악부문 세계 1위
- 2002년 12월 : 벅스뮤직 2002년 최고의 검색어 선정(엠파스)
- 2003년 7월 : 능률협회주관 2003년 한국산업의 인터넷 파워기업 '음악방송' 부문 1위
- 2004년 3월 : 멀티블로그 사이트 '비틀(beatle)' 오픈
- 2005년 8월 : 벅스 비전선포식 및 유료화 전환(10월)
- 2006년 1월 : 이효리 남태평양 사이판 전용기 쇼케이스 프로모션
- 2006년 9월 : 비 '레인 월드 투어' 제작협찬 및 콘텐츠 공급계약
- 2007년 11월 : 네오위즈인터넷, 벅스(주)로부터 '벅스' 음악서비스 양수
- 2008년 12월 : 벅스, 쥬크온 서비스 통합
- 2009년 3월 : 한국능률협회 브랜드 파워조사 음악포털부문 3년 연속 1위
- 2009년 10월 : 네오위즈벅스 코스닥상장(1042200)
- 2009년 11월 : 대한민국 최초 원음서비스 실시
- 2010년 1월 : 아이폰 앱(1월) 및 안드로이드 벅스앱 출시
- 2010년 3월 : 에스엠엔터테인먼트와 전략적 사업제휴계약 체결 및 대한민국 최초 스마트폰 앨범앱(소녀시대) 출시
- 2011년 7월 : MBC '나는 가수다', '위대한 탄생' 음원유통 및 스폰서십 계약
- 2011년 12월 : 대한민국 최초 페이스북 오픈그래프 적용, 연동서비스 시작
- 2012년 5월 : 벅스앱 3.0 출시
- 2012년 12월 : 구글지식그래프 DB연동
- 2013년 5월 : 음질향상솔루션, 래드손(RADSONE) 적용
- 2013년 10월 : LG 스마트TV 전용 앱 출시
- 2013년 12월 : 차세대 고품질 음악서비스 '슈퍼사운드' 캠페인 실시
- 2014년 3월 : 벅스 공식블로그 '2014 대한민국 블로그 어워드' 문화부문 대상 수상
- 2014년 8월 : 대한민국 음악서비스 최초 크롬캐스트 연동 실시
- 2014년 12월 : 구글, '2014년 최고의 앱' 선정
- 2015년 1월 : 세이브 더 칠드런과 농어촌 아동지원사업 후원협약체결
- 2015년 2월 : 고음질 원음 FLAC 스트리밍 시작
- 2015년 4월 : MBC 음악 버라이어티 '복면가왕' 음원유통 및 스폰서십 계약
- 2015년 6월 : 대한민국 최초 'BMW 커넥티드 드라이브', 'Apple Watch' 연동 지원
- 2015년 7월 : 대한민국 최초 'Apple Carplay' 연동 지원
- 2015년 8월 : (주)벅스로 사명 변경, '2015 무한도전 가요제' 음원유통 및 스폰서십 계약
- 2015년 9월 : 벅스 슈퍼사운드라이브 2015 본조비 내한공연 메인협찬
- 2015년 9월 : 한국대중음악박물관과 함께 '한국 대중음악 100년의 역사와 기록' 프로젝트 협업
- 2015년 9월 : iOS 앱 'FLAC 원음 스트리밍' 서비스 시작
- 2015년 9월 : 2015 아시아송 페스티벌 메인 스폰서십
- 2015년 9월 : MBC 파일럿 음악프로그램 '어게인' 메인 협찬 및 방송 풀영상 독점서비스
- 2015년 10월 : 2015 좀비런 (할로윈에디션) 행사 메인 협찬
- 2015년 11월 : DAISHI DANCE X K-POP Producer 프로젝트 및 음원유통
- 2015년 12월 : 미래창조과학부 주최, 2015년 콘텐츠제공서비스 품질대상 장관상 수상
- 2015년 12월 : 벅스TV 연말콘서트 'Thank You, 2015' 개최 - 10센치, 노리플라이, 정준일, 로꼬등 출연
- 2016년 2월 : FLAC 고음질 전용 'Premium 듣기' 상품 출시
- 2016년 3월 : 유니버설과 함께 비틀스 대한민국 최초 디지털 스트리밍 서비스 마케팅 전개
- 2016년 3월 : iOS 벅스앱 크롬캐스트 지원
- 2016년 3월 : 벅스 슈퍼사운드 스테이지 '힙합플레이야 페스티벌 2016' 메인 협찬
- 2016년 3월 : SBS 음악예능 '보컬전쟁 - 신의 목소리' 메인 스폰서십 체결 및 음원 유통
- 2016년 3월 : 벅스앱, 삼성전자 패밀리 허브 냉장고에 대한민국 내 유일하게 음악앱으로 탑재
- 2016년 4월 : MBC 음악예능 '듀엣가요제' 메인 스폰서십 체결 및 음원 유통
- 2016년 4월 : iOS 벅스앱 DLNA 지원
- 2016년 5월 : 벅스 TV '아이오아이(I.O.I)' 콘서트 단독 개최
- 2016년 6월 : 벅스앱, 오렌더 하이파이 뮤직서버 및 플레이어 연동
- 2016년 7월 : 음악을 주제로 한 스낵컬처 콘텐츠 '악필남' '스낵뮤직' 정식 오픈
- 2016년 8월 : 대한민국 최초 1000만곡 실서비스, 1800만곡 정식계약
- 2016년 9월 : 대한민국 내 최대 모바일 음향기기 전시회 '2016 벅스 모파이쇼' 메인 협찬
- 2016년 10월 : '2016 DMC 페스티벌' 공식 협찬계약
- 2016년 10월 : '그랜드 민트 페스티벌 2016' 메인 스폰서십 계약
- 2016년 11월 : 실서비스 곡 수 기준 1,500만곡 돌파
- 2017년 2월 : 6회 가온차트 공식 협찬계약
- 2017년 2월 : 14회 한국대중음악상 공식 협찬계약
- 2017년 2월 : 대한민국 최초, 모바일 원스탑 팟캐스트앱 '팟티' 출시
- 2017년 2월 : 전체 음악이용권 대상 할인정책 시작, 페이코로 자동결제 시 기본할인에 20% 추가할인 실시
- 2017년 3월 : 벅스 - SBS라디오 '오디오 콘텐츠의 미래가치 창출을 위한' 업무 협약 체결
- 2017년 3월 : 벅스 - 야마하뮤직코리아와 '슈퍼사운드 세일' 행사 실시
- 2017년 3월 : 삼성 스마트 TV 전용 앱 출시
- 2017년 3월 : 벅스 - (주)달콤과 '마케팅/콘텐츠 공동개발을 위한' 업무 협약 체결
- 2017년 3월 : (주)NHN벅스로 사명 변경
- 2017년 3월 : 대한민국 음악서비스 최초, Mac(맥)용 음악 플레이어 (벅스 플레이어) 출시
- 2017년 4월 : 벅스 - PMC 고음질 청음회 '슈퍼사운드 오디오세션' 개최
- 2017년 4월 : 벅스 - 에버랜드 '뮤직블로썸가든' 캠페인 진행
- 2017년 4월 : 서비스, 컨텐츠 고도화를 바탕으로 하는 '나비프로젝트' 마케팅 전개
- 2017년 4월 : 창작자를 위한 새로운 음원생태계 플랫폼인 'Bside' 신청페이지 오픈
- 2017년 6월 : 대한민국 최초, 2천만곡 확보 및 1,750여만곡 실서비스
- 2017년 6월 : 대한민국 유일, 고음질 음원 검증 기술 개발 및 적용 (SONAR)
- 2017년 6월 : 각 국가별 인기차트와 최신곡을 확인할 수 있는 '국가별음악', 개인의 감상별 패턴을 분석하여 최신곡을 추천하는 '내취향 최신곡' 신설
- 2017년 7월 : 벅스가 출시한 팟캐스트앱 '팟티', 오픈 4개월만에 자체 방송 수 1,200개 돌파
- 2017년 9월 : 한국데이터진흥원 주관 '2017 콘텐츠제공서비스 품질인증'
- 2017년 9월 : FLAC 스펙트로그램 미리보기 기능 제공 (PC웹)
- 2017년 10월 : HTML5 기반 웹플레이어 적용
- 2017년 10월 : 하이 레졸루션(Hi-Resolution) 공식인증 (대한민국 디지털 음악서비스 최초)
- 2017년 11월 : 슈퍼사운드 코리아 2017 주최 (헤드파이 & 하이엔드 오디오쇼)
- 2018년 1월 : 고음질 AAC 256Kbps+ 서비스 시작 (대한민국 최초, Flac급 음질 제공)
- 2018년 3월 : 클로바 AI 스피커 서비스 연동
- 2018년 3월 : 아티스트와 팬을 위한 소통과 창작지원을 위한 '커넥트' 서비스 오픈
- 2018년 4월 : 캐나다 렌브룩 社 하이파이 브랜드 '블루사운드' 서비스 연동
- 2018년 5월 : KT&G 상상마당과 아티스트 지원을 위한 '상상커넥트' 마케팅 제휴협약 체결
- 2018년 6월 : 대한민국 최초, 4천만곡 확보 공표
- 2018년 7월 : 구글 안드로이드 오토 대한민국 내 출시 정식 대응
- 2018년 9월 : 구글홈 대한민국 내 음악서비스 최초 연동
- 2018년 10월 : 대한민국 음악서비스 최초로 UWP (Universial Windows Platform) 앱출시, WIN10 최적화 대응
- 2018년 10월 : 고음질 오디오쇼, 벅스 슈퍼사운드 코리아 (BSK2018) 개최
- 2018년 11월 : 삼성전자와 인공지능 기반 음악 서비스 분야 협력 발표
- 2018년 12월 : 구글플레이 선정 엔터테인먼트 부문 '2018 올해를 빛낸 앱' <우수상> 수상
- 2019년 3월 : 벅스앱 UI/UX전면 개편, 벅스 '5.0' 정식 출시
- 2019년 8월 : 삼성전자 빅스비 연동, 인공지능 플랫폼 기반 음악서비스 강화
- 2019년 9월 : 고음질 AAC 320kbps 정식 서비스개시 (웹, 모바일 업그레이드), 기존 AAC 256kbps+보다 한층 더 고음질(FLAC급)로 감상
- 2019년 10월 : MBC 예능 '놀면 뭐하니' 유플래쉬편 공식스폰서십 체결, 음원유통, 미공개 콘텐츠 서비스
- 2019년 12월 : 2019 정보통신산업진흥원 '굿 콘텐츠서비스 대상' 모바일앱 부문 <우수상> 수상
- 2020년 3월 : 대한민국 최초 평생할인 음악 결합혜택, 벅스 '크루' 런칭 (보기)[깨진 링크(과거 내용 찾기)]

## 같이 보기
- 라인 뮤직
- 멜론 (온라인 음악 서비스)